# Жукневский сельсовет
Жукневский сельсовет — упразднённая административная единица на территории Толочинского района Витебской области Республики Беларусь.

## История
30 апреля 1958 года населённые пункты Колино-Лидино и Хатьково из состава Жукневского сельского Совета Толочинского района Витебской области перечислены в состав Старосельского сельского Совета Шкловского района Могилёвской области.

## Состав
Жукневский сельсовет включал 19 населённых пунктов:
- Бараши
- Дубровские
- Жукнево
- Замостье
- Климово
- Люботынь
- Максимково
- Новое Заозерье
- Новое Полюдово[бел.]
- Новое Ртищево
- Рацево
- Речки
- Свирани
- Симоново
- Слобода
- Старое Полюдово
- Старое Ртищево
- Хотеничи
- Чотово